# جمعية العمال المغاربة في هولندا
جمعية العمال المغاربة بهولندا (المعروفة اختصارا بـ kman كمان - Komitee Marokkaanse Arbeiders in Nederland). تأسست سنة 1975 في امستردام هولندا، بهدف الدفاع عن حقوق المهاجرين المغاربة فيها، ومحاربة التفرقة والعنصرية، وهي جمعية من المتعاطفيين مع الأممية الاشتراكية.